# Patriarca Porfirio
El Patriarca Porfirio de Serbia (en serbio: Патријарх Порфирије, Patrijarh Porfirije; nacido como Prvoslav Perić; Bečej, RS de Serbia, RFS de Yugoslavia; 22 de julio de 1961) es el 46.º Patriarca de la Iglesia ortodoxa de Serbia. Fue obispo metropolitano de Zagreb y Liubliana de 2014 a 2021 y obispo titular de Eger entre 1999 y 2014.

## Biografía
Porfirio nació como Prvoslav Perić el 22 de julio de 1961, en la ciudad de Bečej, RP de Serbia, RFS de Yugoslavia (actual Serbia), de sus padres Radojka y Radivoj Perić. Su familia tiene raíces en Derventa, Bosnia y Herzegovina.
Terminó la escuela primaria en Čurug y el Gimnasio Jovan Jovanović Zmaj en la ciudad serbia de Novi Sad. Fue ordenado monje en el monasterio de Visoki Dečani el 21 de abril de 1985, recibiendo el nombre monástico de Porfirije (del griego Πορφύριος, Porphýrios; en español: Porfirio).
En 1986, Porfirio obtuvo su licenciatura en teología ortodoxa de la Universidad de Belgrado, cuando el obispo de Raška y Prizren Pavle (futuro patriarca serbio) lo ordenó hierodiácono en el Monasterio de la Santísima Trinidad en Mušutište, PAS Kosovo. Cursó estudios de posgrado en la Universidad de Atenas desde 1986 hasta 1990. Obtuvo un doctorado en Atenas en 2004, con la tesis La posibilidad de conocer a Dios en la comprensión de San Pablo según la interpretación de San Juan Crisóstomo.
Porfirio habla serbio, griego, inglés, alemán y ruso.

## Higúmeno del monasterio de Kovilj y obispo de Jegra

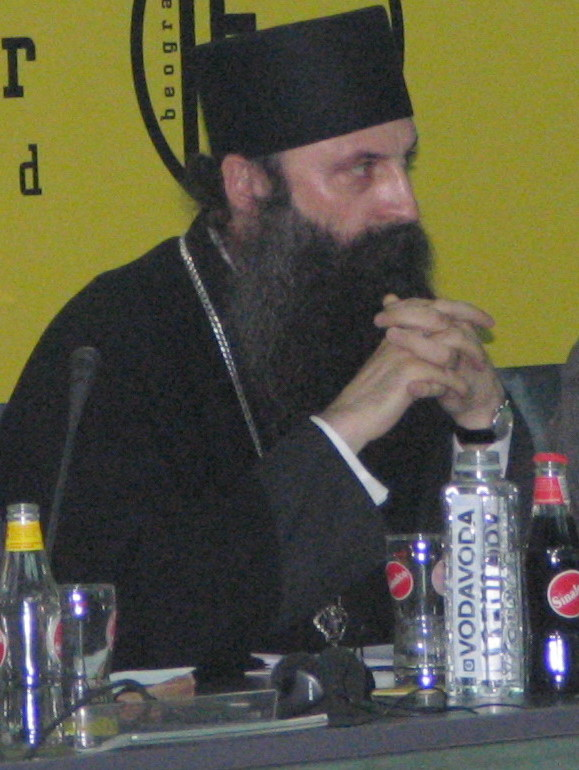
Porfirio en 2006.

El 6 de octubre de 1990, tras la bendición del obispo Irinej Bulović de Bačka, Porfirio se incorporó al monasterio de Kovilj, cerca de Novi Sad. El 21 de noviembre de 1990, fue ordenado hieromonje y se hizo higúmeno.
Muchos jóvenes monjes y novicios llegaron al monasterio de Kovilj siguiéndolo. Eran los tiempos en que el monasterio se había convertido en un centro espiritual para muchos jóvenes: intelectuales, artistas, actores y músicos de rock, especialmente de Novi Sad y Belgrado. Desde entonces, Porfirio se ha ocupado especialmente de pacientes que sufren adicciones a las drogas.
El 14 de mayo de 1999, el Consejo Episcopal de la Iglesia Ortodoxa Serbia eligió a Porfirio como obispo titular de Jegra y lo nombró vicario de la Eparquía de Bačka.
En 2005, formó una comunidad terapéutica llamada Zemlja živih ("La tierra de los vivos"), que es reconocido como un proyecto exitoso de rehabilitación de drogas. Bajo el liderazgo de Porfirio, tiene más de cien residentes en campamentos en toda Serbia.
En 2010, el Consejo Episcopal encomendó a Porfirije la creación de la capellanía castrense en las Fuerzas Armadas de Serbia. Fue capellán castrense hasta 2011, después de lo cual fue coordinador de cooperación entre la Iglesia Ortodoxa Serbia y el Ejército de Serbia.

## Metropolitano de Zagreb y Liubliana
En mayo de 2014, Porfirio fue elegido obispo metropolitano de Zagreb y Liubliana, sucediendo a Jovan Pavlović, y entronizado por el Patriarca Irineo I el 13 de julio en la Catedral de la Transfiguración del Señor en Zagreb, Croacia.
El Colegio Sankt Ignatios le otorgó la Orden de San Ignacio por su contribución a la reconciliación de las naciones de los Balcanes, el 16 de febrero de 2016 en Estocolmo, Suecia.
En 2016, asistió a una reunión de sacerdotes serbios en Chicago, donde, junto con otros sacerdotes, fue filmado cantando una canción dedicada al comandante Chetnik Momčilo Đujić. Esto generó críticas por parte del público croata, tras lo cual Porfirio se disculpó declarando que él no tiene «influencia en todas las circunstancias», y que «ciertos medios manipularon este hecho». Además, afirmó «que alguien está contribuyendo estos días a una intolerancia vertiginosa hacia los serbios, así como a la profundización de la división entre croatas y serbios».
Porfirio fue miembro del Santo Sínodo de la Iglesia Ortodoxa Serbia entre 2017 y 2019.
Cuando el patriarca Irineo I enfermó en 2019, Porfirio fue visto como uno de los principales candidatos para el cargo de próximo patriarca serbio. Durante su cargo como metropolitano, intentó "tender puentes" entre serbios y croatas. Fue profesor invitado en las facultades católicas y estableció buenas relaciones con miembros de alto rango del clero católico.

## Patriarca serbio

### Elección
Porfirio fue elegido Patriarca de la Iglesia ortodoxa Serbia el 18 de febrero de 2021 en la convocatoria del Consejo Episcopal en la Iglesia de San Sava, tres meses después de la muerte del anterior patriarca, Irineo I, convirtiéndose en el 46.° patriarca serbio. Con 31 de 39 votos, fue el primero de los tres candidatos principales con la mayor cantidad de votos de los 30 obispos elegibles en la Iglesia Ortodoxa Serbia, junto con el obispo Irineo de Bačka, que ganó 30 votos y el obispo Jefrem de Banja Luka, que obtuvo 24 votos. En la votación final, el sobre con su nombre fue sacado del Evangelio entre los sobres de los dos restantes candidatos por el Archimandrita Matej del monasterio de Sisojevac. De esta manera, la Iglesia ortodoxa Serbia cree que el patriarca es elegido por intervención divina, dejando de lado los intereses humanos. Porfirio es el patriarca serbio más joven elegido desde 1937.
Las cartas de felicitación con motivo de la elección del nuevo patriarca serbio fueron enviadas por el patriarca ecuménico Bartolomé I de Constantinopla, el patriarca Teodoro II de Alejandría, el patriarca Cirilio I de Moscú, el patriarca Neófito de Bulgaria, el patriarca Juan X de Antioquía, el arzobispo Anastasios de Albania y muchos otros.

### Inauguración
Porfirio fue entronizado el 19 de febrero de 2021 en la Catedral de San Miguel en Belgrado. Las insignias patriarcales le fueron entregadas por el metropolitano Hrizostom de Dabar-Bosnia y el obispo Lukijan de Buda. En su discurso introductorio, Porfirio se centró en la unidad y la construcción de la paz. Afirmó que Kosovo y Metojia están en sus oraciones, y que los serbios afectados de estas localidades serán su prioridad. Además, afirmó que Croacia se ha convertido en su segunda patria, y las personas que conoció allí seguirán siendo un modelo a seguir para él en los próximos años.
A la inauguración asistieron numerosos ministros del gobierno de Serbia, representantes de iglesias y comunidades religiosas de Serbia y varios políticos, incluido el presidente serbio, Aleksandar Vučić. A la ceremonia también asistieron Milorad Dodik, presidente y miembro serbio de la presidencia de Bosnia y Herzegovina; Željka Cvijanović, presidente de la República Srpska (entidad de mayoría serbia de Bosnia y Herzegovina); el nuncio apostólico Luciano Suriani; el arzobispo Stanislav Hočevar, arzobispo católico de Belgrado; efendi Mustafa Jusufspahić, muftí de Serbia; y muchos otros dignatarios como el príncipe Felipe de Yugoslavia, miembro de la Casa Real de Karađorđević.
La fecha de la entronización de Porfirio al antiguo trono del patriarca serbio en el monasterio patriarcal de Peć, todavía está por anunciarse.
Como patriarca serbio, Porfirio se convierte en el jefe del Consejo Episcopal y del Santo Sínodo de la Iglesia Ortodoxa Serbia.
El 20 de febrero, un día después de la inauguración, un miembro del Santo Sínodo y uno de los tres principales candidatos para la elección del nuevo patriarca, el obispo Irineo de Bačka, dieron positivo por COVID-19.

## Distinciones
- Suecia: Premio del Colegio Sankt Ignatios en Estocolmo, «por su contribución a la reconciliación de las personas en los Balcanes y su trabajo dedicado para promover la unidad entre los cristianos», 2016.[43][44]
- Croacia: Reconocimiento de la Asociación de Libertad Religiosa en la República de Croacia, por su contribución pacífica a la promoción de la cultura del diálogo y las libertades religiosas, 2019.[43]